# Сютьо
Сютьо (яп. 朱鳥 — сьотю, «червоний птах») — ненґо, девіз правління імператора Японії у 686 році.

## Проголошення девізу
Після декількарічної перерви девіз-ненґо було знову використано 14 серпня 686 року імператором Тенму. Однак за два три місяці імператор помер. Після цього смерті ненґо знову були скасовані.

## Основні події
- Проголошення девізу «Сютьо»;
- Перейменування столичного палацу в Асука на палац Кійохара;
- Смерть імператора Тенму;
- Заколот принца Оцу.

## Порівняльна таблиця
| Роки Сютьо              | 1    |
| Григоріанський календар | 686  |
| Китайський календар     | 丙戌 |